# Schloss Bollheim

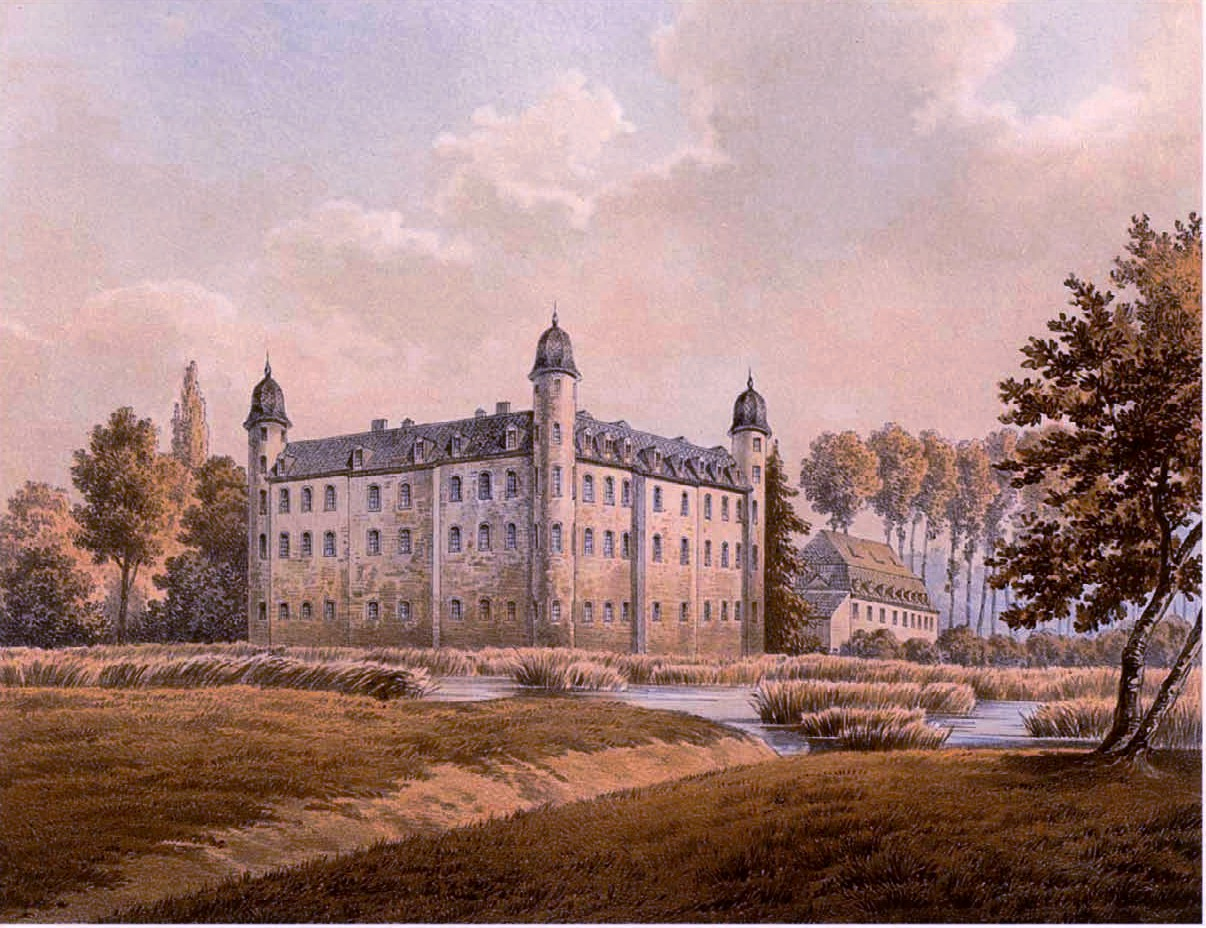
Schloss Bollheim um 1860, Sammlung Alexander Duncker, 1882 abgerissen

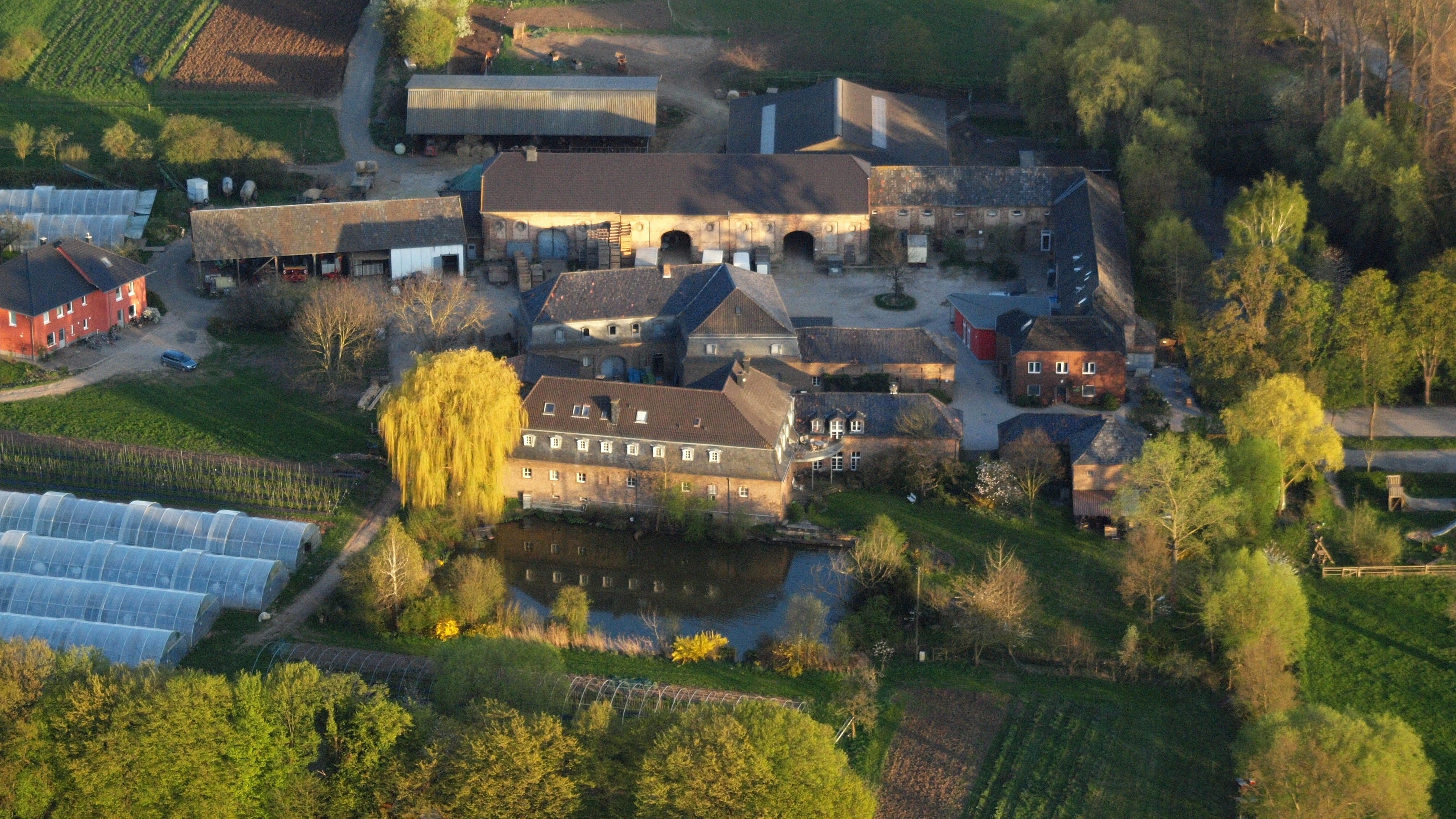
Erhaltene Wirtschaftsgebäude von Schloss Bollheim

Schloss Bollheim ist ein untergegangener Adelssitz in Oberelvenich, einem Stadtteil von Zülpich im Kreis Euskirchen in Nordrhein-Westfalen.
Das Schloss lag nahe an der ehemaligen und wichtigen Römerstraße von Reims nach Köln. Da es in den sumpfigen Auen des Rotbaches lag, wurde es als Sumpfburg bezeichnet.
Bereits 1067 wird das Anwesen erwähnt, als der Kölner Erzbischofs Anno II. den 500 Morgen umfassenden Besitz an das Stift St. Georg in Köln übergab. Die Burg wurde im Jahre 1331 erstmals urkundlich erwähnt. Nach Zerstörungen und einem Blitzeinschlag im Mittelalter wurde der Herrensitz ab 1682 als Barock-Schloss wieder aufgebaut. 
Ritter Godart von Boylheim (heute: Gottfried von Bollheim) war der erste Besitzer des Schlosses. Gegen 1379 wechselte die Burg an die Familie von Vlatten. Werner von Vlatten verkaufte 1401 das Dorf mit der Burg an den Grafen von Blankenheim. Ein weiterer Eigentümerwechsel folgte an die späteren langjährigen Besitzer, die Familie von Hompesch. 
Im Dreißigjährigen Krieg zogen im Winter 1641/42 die mit den Franzosen verbündeten Hessen und Weimarer in das Schloss ein. Wilhelm Hugo von Hompesch verkaufte das Anwesen 1843 für 86 000 Taler an Ludwig Prosper, Herzog von Arenberg.
Das Schloss wurde 1882–1885, angeblich wegen Baufälligkeit, von der Familie von Arenberg abgebrochen; nur die Wirtschaftsgebäude und die Wächterhäuschen blieben bis heute erhalten.
Nach mehreren Eigentümerwechseln an Privatleute kauften im Oktober 1982 Arnold Langen und mehrere Landwirte die übriggebliebenen Wirtschaftsgebäude und bewirtschaften dort seitdem einen Demeter-Bauernhof.